# Flore méditerranéenne

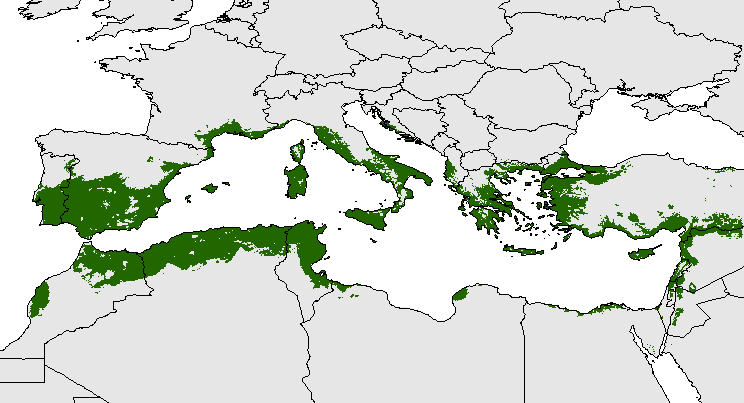
Distribution potentiel d'olive en zone de Méditerranée. Indicateur biologique de le bassin Méditerranéen. (Oteros, 2014)

La flore méditerranéenne regroupe l'ensemble des espèces végétales qui forment la végétation spontanée caractéristique des régions de climat méditerranéen, ainsi que certaines espèces acclimatées qui s'y sont bien adaptées telles le mimosa et le figuier de Barbarie. Son aire d'extension correspond approximativement à l'aire de l'olivier. La flore méditerranéenne typique se trouve essentiellement dans les régions côtières de la Méditerranée caractérisées par des étés chauds et secs et par des hivers doux et plus humides, ainsi que dans certaines zones de l'arrière-pays aux hivers sensiblement plus rigoureux.
- Acanthe, un genre (Acanthus) de plantes de la famille des Acanthacées.
  - Acanthe à feuilles molles, Acanthus mollis
  - Acanthe épineuse, Acanthus spinosus
- Arbousier commun, Arbutus unedo
- Asparagus dit aussi asperge sauvage
- Câprier épineux, Capparis spinosa
- Cerinthe major , le grand mélinet
- Scolyme d'Espagne, Scolymus hispanicus
- Chêne-liège, Quercus suber
- Chêne kermès, Quercus coccifera
- Ciste de Montpellier, Cistus monspeliensis
- Ciste cotonneux, Cistus albidus
- Criste marine, Crithmum maritimum
- Fenouil commun, Foeniculum vulgare
- Genévrier cade, Juniperus oxycedrus
- Luzerne arborescente, Medicago arborea
- Œillet de Montpellier, Dianthus monspessulanus
- Dorycnium hérissé, Dorycnium hirsutum
- Euphorbe characias, Euphorbia characias
- Jujubier des lotophages, Ziziphus lotus
- Myrte commun, Myrtus communis
- Laurier rose, Nerium oleander
- Filaire à feuilles étroites et filaire à feuilles larges, Phillyrea
- Pin d'Alep, Pinus halepensis
- Posidonie de Méditerranée, Posidonia oceanica
- Romarin officinal, Rosmarinus officinalis
- Sauge sclarée, Salvia sclarea
- Séséli tortueux, cumin de Marseille ,Seseli tortuosum
- Spartier à tiges de jonc ou Genêt d'Espagne, Spartium junceum
- Trèfle bitumineux, Bituminaria bituminosa ( Syn. Psoralea bituminosa)
- Valériane dit aussi lilas d'Espagne

Bien sûr, cet article illustre quelques groupes de plantes issues du Bassin méditerranéen, mais d'autres zones possèdent le même climat et présente une végétation similaire:
- Flore de l'Australie
- Flore du Chili
- Flore de la Californie
- Flore d'Afrique du Sud